# Ferdinand de Laroussilhe
 (mars 2020).
Ferdinand de Laroussilhe est un écrivain quercynois de la fin du XIXe siècle, républicain engagé. Son œuvre retrace le souvenir d'une campagne du Haut-Quercy empreinte de culture traditionnelle, avant la rupture de l'exode rural autour de 1900. Elle témoigne aussi, notamment par ses écrits dans la presse régionale, des luttes politiques qui ont animé la région sous la Troisième République.

## Biographie
Ferdinand Lascombes de Laroussilhe connu sous le nom d'usage Ferdinand de Laroussilhe, né en 1852 à Pratoucy, en France, et mort en 1919, à Gorses, dans le Ségala lotois, est issu d'une famille ancienne du Haut Quercy. Il est un écrivain français républicain engagé,. Il a laissé des écrits sur l'histoire locale ainsi que des articles politiques et des romans historiques parus dans Le Réformateur du Lot (journal républicain) ou Le Réveil du Lot (organe de la démocratie radicale) et des contributions au Bulletin de la Société des études littéraires, scientifiques et artistiques du Lot, société savante dont il a été un membre actif à partir de 1879 puis président en alternance à partir de 1891.

## L'œuvre

### L'écrivain régionaliste
(mars 2020).
Ses livres, souvent publiés sous le pseudonyme de « Marius Pracy », décrivent la région, ses habitants. Il transmettent l'image d'une campagne du Haut Quercy encore empreinte de culture traditionnelle.[réf. souhaitée].
Son premier récit, La légende de la Lozette, écrit à 20 ans (en 1872) alors qu'il est encore au lycée de Cahors, rend compte d'une vieille légende du XIIIe siècle attachée à l'actuelle forêt communale de la Luzette que le seigneur de Sousceyrac aurait achetée aux moines d'Escamels et à laquelle il aurait donné le nom de sa fille bien-aimée, Lozette. Il contient déjà les thèmes qui animeront son œuvre – attachement à la région, intérêt pour l'histoire locale, goût romantique pour le Moyen Âge[réf. souhaitée].
Ses recherches sur l'histoire régionale ont produit plusieurs ouvrages ou romans notamment[non neutre] La Commanderie-baronnie de La Tronquière ou La Marquise de Durfort. Elles concernent des personnalités quercynoises, comme la Note sur l'origine de Pierre de Montmaur le parasite, parue dans le Bulletin de la Société des études du Lot de 1881, qui défend la réputation de cet homme de lettre très polémique, ou des questions archéologiques, par exemple le site d'Uxellodunum. Ses romans historiques - parus en feuilletons dans la presse locale comme c'était la coutume à l'époque, et parfois repris au théâtre de Cahors - s'appuient sur des thèmes de l'histoire locale comme le siège de Cahors sous les guerres de religion ou les événements de la Révolution en Quercy.
Sa poésie rappelle les romantiques « fin de siècle » - ceux du Parnasse - par la recherche d'une beauté formelle, comportant une certaine distance dans le lyrisme, comme dans les œuvres de Coppée – qui préface une de ses œuvres et qu'il apprécie. Il a par ailleurs participé au mouvement de renouveau de la culture occitane à la suite de Mistral et des Félibres, ainsi qu'en témoigne le banquet poétique en quercynois relaté dans Les Félibres à Cahors.
Les Cendres du foyer, son dernier ouvrage réunit des nouvelles et chroniques autobiographiques sur la vie rurale dans le Ségala à la fin du XIXe siècle. 

### Le témoignage personnel
(mars 2020).
Ferdinand de Laroussilhe laisse par ailleurs un Journal (1915-1916). Celui-ci constitue un témoignage sur l'état d'esprit et la vie des français restés à l'arrière pendant la première guerre mondiale. Il fait la chronique angoissée des événements quotidiens et d'une guerre qu'il espère courte.
Il vibre pour la bataille de Verdun dont il entend le canon jusqu'en Bourgogne, à plus de 200 km, et où se bat son fils, aux côtés de nombreux jeunes Français, contre des Allemands du même âge.
Il se montre très patriote, et barrésien par les thèmes : l'énergie, l'enracinement, l'héritage. Il a évolué en parallèle avec son époque : autour de 1900 le nationalisme français est passé d'un nationalisme de gauche jacobin, unitaire, mystique, notamment sous le Second Empire et après 1870, avec Gambetta et Ferry, à un nationalisme de droite barrésien, militariste, tourné vers la revanche, anti-allemand, régionaliste.
On y perçoit la profondeur du sentiment anti-allemand en France à cette époque. Comme toute cette génération il a été marqué par la défaite de 1870 et perçoit la guerre de 1914-1918 comme la poursuite de la précédente. Il parle sévèrement de la « barbarie allemande » et pose la question de la responsabilité morale des monarques autrichien et allemand qui ont plongé l'Europe dans la guerre. 
F. de Laroussilhe poursuit jusqu'à la fin de sa vie ses recherches sur l'histoire régionale, continue à publier chez Girma, l'ami libraire-éditeur républicain de l'avenue Gambetta à Cahors, et dans la presse locale (notamment Le Réveil du Lot), jusqu'à sa mort à Gorses en 1919.

## L'action politique
Ferdinand de Laroussilhe est aussi un homme de son temps, investi dans une carrière de fonctionnaire de la IIIe République et dans les débats politiques. Très jeune, il a pris parti pour la République, dans un paysage politique local polarisé (évoqué dans le feuilleton Rouges et blancs), à l'un des moments les plus difficiles de l'histoire de France : défaite militaire, occupation allemande, effondrement de l'Empire, guerre civile (la Commune).
Après 1871 les républicains cherchent à stabiliser la République, près d'un siècle ans après 1789. Ferdinand de Laroussilhe partage les idées de Léon Gambetta, son aîné de 14 ans au lycée de Cahors. Celui-ci, alors « commis voyageur de la République », multiplie les discours à travers la France pour défendre l'idée d'une République « radicale » c'est-à-dire modérée, raisonnable et libérale.
Ferdinand de Laroussilhe s'engage dans la vie politique locale, et à Cahors, ainsi que dans la presse républicaine du département. Il organise le 14 juillet 1880 le premier banquet républicain de Sousceyrac (raconté dans Les Cendres du foyer : écharpes tricolores, chant du départ et « menu démocratique »).
Dans Le Roi d'Yvetot, feuilleton paru en 1881 dans Le Réformateur du Lot, il raconte comment un conseil municipal conservateur corrompu a battu les républicains aux élections par le mensonge et la diffamation, allusion semble-t-il transparente pour les lecteurs de l'époque. Ce récit n'est pas écrit par hasard : la campagne des élections de novembre 1881 tourne autour de la question de la laïcisation de l'enseignement et ses résultats introduiront le ministère Gambetta.
Il se détourne par la suite de « l'odieuse politique », mais sans revenir sur son engagement républicain  ("Cendres du foyer").[réf. nécessaire].

## Publications
Sous le pseudonyme de Marius Pracy :
- Les félibres à Cahors : 15 octobre 1883  (Contient des textes en français et en langue d'oc), Cahors, J. Girma, 1883, 34 p.[19]
- Le Monument Gambetta à Cahors. Souvenirs des fêtes des 14 et 15 avril 1884  (à l’occasion de l’inauguration), Cahors, J. Girma, 1884[20].
- Sonnets d'amour ; Les éphémérides ; Le calendrier ; Le fouillis d'amour  (Préface de François Coppée), Cahors, J. Girma, 1888, 79 p.

Sous son nom propre :
- Ordre de Malte, La Commanderie-baronnie de La Tronquière, documents et notes  (Contient des extraits de 7 procès-verbaux de visite ou "Améliorissements" de la Commanderie de 1632 à 1750), Cahors, J. Girma, 1894, 138 p.,[21]
- La M[arqu]ise de Durfort-Boissières, roman quercynois  (d'après des documents inédits), Cahors, J. Girma, 1895, 307 p.
- Les Remembrances quercinoises (choses de mon pays)  (Nouvelles), Cahors, J. Girma, 1911, 243 p. (un extrait : Un dîner chez Cazalous publié dans Sousceyrac d'hier et d'aujourd'hui , 1er semestre 2008).
- Le Secret d'amour de Galiot de Genouillac : J'Aime. Fort. Une.  (Lonzac - Assier), Cahors, J. Girma, 1911, 31 p. (lire en ligne)[22].
- Les Cendres du foyer, 1914[23],[24],[25].

Études :
- « Note sur l'origine de Pierre de Montmaur le parasite », Bulletin de la Société des études littéraires, scientifiques et artistiques du Lot, t. VII,‎ 1881, p. 298-301 (lire en ligne).
- « Les vins du Querci et les privilèges de la ville de Bordeaux avant la Révolution (1453-1776) », Bulletin trimestriel de la Société des études littéraires, scientifiques et artistiques du Lot, t. XXIX, 2e fascicule (avril-mai-juin),‎ 1904, p. 263-284 (lire en ligne)[26].
- « Cherchons Uxellodunum », Le Réformateur du Lot,‎ 22 septembre 1912[27].
- « Puy-d’Issolud n’est pas Uxellodunum », Le Réformateur du Lot,‎ 22 décembre 1912[27].

Poésie :
- Notice biographique d'introduction et de présentation dans : Henri Bourette (publication par MM. F. Laroussilhe et J. Combarieu), Poésies de Valentin, Paris, A. Lemerre, 1885, 211 p. (lire en ligne).
- Poèmes publiés dans le Bulletin de la Société des études littéraires, scientifiques et artistiques du Lot[28] : À Sylvie ; Inconsolée ; À un myosotis ; Au cimetière (tome VI, p. 205-208, 1880) ; Au château de Castelnau-Bretenoux ; Le Départ ; Vengeance (tome VII, p. 21-24, 214-216, 1881) ; Quatre sonnets (Tome VIII, p. 149-151, 1883) ; Les Cadourques ; 1870 ; Le bœuf de Carnaval ; La Fontaine des Chartreux ; Les Quatre Cordes ; Le Deuil ; La Bacchante ; Le Sybarite (tome X, p. 117-120, 1885) ; À Victor Hugo ; À André Chénier (tome XI, p. 71-74, 1886) ; Ode à Clément Marot (tome XVII, p. 122-125, 1892).

Théâtre : 
- Blanche de Vézins, pièce en 3 actes en prose, première au théâtre de Cahors, le 1er janvier 1885.
- Les Châtelaines de Roussillon, pièce en 5 actes en prose, première au théâtre de Cahors, le 6 avril 1890.

Romans publiés en feuilletons dans les journaux de Cahors : 
- Le Roi d'Yvetot, fantaisie, "Le Réformateur du Lot", 1881.
- La légende de la Lozette[29], Le Réformateur du Lot, 1881[30].
- Rouges et blancs, Le Réformateur du Lot, 1883.
- Le Dernier Commandeur, "Journal du Lot", 2 volumes, 1885.
- Cornéo-Solvard, "Le Réformateur du Lot".
- Marcelle, nouvelle cadurcienne, "Le Réformateur du Lot".

## Autres sources
- F.de L., images du Ségala, Quercy recherche , Cahors, 1984.
- F.de L. et La légende de la Lozette, Sousceyrac hier et aujourd'hui, Sousceyrac, 2010.